# Alinea berengerae
Alinea berengerae es una especie de escamosos de la familia Scincidae.

## Distribución geográfica
Es endémica de la isla de San Andrés (Colombia).

## Estado de conservación
Se encuentra amenazada por la pérdida de su hábitat natural.